# Jeff Stryker
Jeff Stryker, nombre artístico de Charles Casper Peyton (21 de agosto de 1962), es un actor porno estadounidense que ha protagonizado películas para adultos bisexuales, homosexuales y heterosexuales.

## Biografía
Jeff Stryker creció en Springfield, Illinois. Su padre era vendedor de coches y su madre, enfermera.
Jeff Stryker trabajó como estríper y repartió globos con mensajes antes de que un fotógrafo local enviara fotos de él al director de cine para adultos gay John Travis en California.

### Carrera
Stryker es conocido principalmente como actor en películas de pornografía gay, aunque Jamie Loves Jeff fue una de las películas para adultos heterosexuales más vendidas de todos los tiempos para su productora, Vivid Entertainment. Se describe a sí mismo (de forma un tanto jocosa) como sexualmente «universal». También ha dicho: «No me defino por nada».
También trabajó como actor no pornográfico, protagonizando una película de terror producida en Italia en 1989 llamada After Death, en la que apareció acreditado como Chuck Peyton. Más tarde, en el lanzamiento del DVD estadounidense, también se utilizó el nombre de Jeff Stryker. Se agregó una entrevista al tráiler con Stryker describiendo la experiencia que tuvo mientras filmaba esta película en Manila. Stryker también protagonizó el cortometraje de la directora de culto alemana Rosa von Praunheim Can I Be Your Bratwurst, Please? Stryker también apareció en una película para televisión alemana de 1995, The Black Curse, protagonizada por James Brolin, así como en el largometraje italiano de 1988, Dirty Love.

## Premios y homenajes
- Miembro del Salón de la Fama de AVN[8]
- Miembro del Salón de la Fama de GayVN[9]
- Miembro del Muro de la Fama de los Premios Grabby del año 2000[10]
- Paseo de la Fama del Porno Hustler 2004[11]
- 1986 XRCO Mejor Actor (Gay)[12]
- Stryker apareció en un retrato de 1991 realizado por los artistas Pierre et Gilles.[13]

## Merchandising
El Jeff Stryker Cock and Balls, un consolador fabricado a partir de un molde de su pene, se vende ampliamente en sex-shops. El juguete sexual es notable no sólo por su popularidad, sino también porque Stryker y el fabricante del artículo litigaron por los derechos sobre su imagen como parte de la propiedad intelectual de Stryker. El caso finalmente llegó a una resolución mutuamente aceptable. En un artículo de Salon de 1999 escrito por Jeff Stryker, un periodista de Nueva York que dio nombre al actor porno, el consolador incluso es descrito como un objeto de alta cultura. Fue mencionado en la novela de Allan Gurganus de 1997 Plays Well with Others, donde el narrador de la novela limpia un armario lleno de consoladores, siendo el hallazgo estrella "un Jeff Stryker, un monstruo, pero de alguna manera romano en su genial y estriada belleza cívica".
Stryker ha lanzado un álbum de música country titulado Wild Buck (1995). En 2003, lanzó una figura de acción anatómicamente correcta de edición limitada de sí mismo.

## Reacciones de otras celebridades
- El cineasta y autor John Waters llamó a Jeff Stryker «el Cary Grant del porno».[21]
- Las rutinas de la comediante estadounidense Margaret Cho involucran su amor por sus películas. En su programa, Assassin, analiza en detalle los muchos lugares en los que se puede utilizar el consolador. Stryker le había dado a Cho su figura de acción producida comercialmente.[22]
- En su autobiografía, Traci Lords lo describe como «guapo pero de aspecto algo tonto» después de que él la mirara con desprecio detrás del escenario durante un desfile de moda de Thierry Mugler en París.

## Batallas legales
Stryker demandó a Health Devices Inc. y California Publishers Liquidating Corp. por más de $1 millón por incumplimiento de contrato y piratería cuando le vendieron un consolador pirata con sus genitales sin pagarle lo suficiente. El caso fue visto ante un juez en Los Ángeles, quien finalmente negoció un acuerdo por el cual el caso fue desestimado tras el pago de 25.000 dólares a Stryker y la devolución y el derecho a reproducir todos los artículos que Stryker promocionó.
Stryker ha tenido discusiones con Kulak's Woodshed, un club nocturno de música folk, que está al lado de su oficina. Afirma que el club provoca molestias normalmente asociadas con grandes locales nocturnos urbanos: ruido, drogas, clientes rebeldes, vandalismo, grafitis, micción en público y dolores de cabeza por el aparcamiento. James Britton, que tiene un negocio de revestimientos de suelos al otro lado del club, también se queja de que el club ha perjudicado su negocio. En enero de 2009, LA Weekly informó que Stryker culpó al club nocturno por impedirle completar su autobiografía, ya que el ruido y las multitudes perturbaban su concentración. «(Mi escritura) ha quedado suspendida permanentemente hasta que pueda recomponerme», dijo al periódico. «Recibí un adelanto de 25.000 dólares por (el libro), pero nunca pude terminarlo».
Pero Paul Kulak contraargumenta (según LA Weekly ) que Stryker lo ha amenazado a él y a los clientes del club: «Constantemente me recuerda que es un experto en armas de fuego y que se esconde tras su puerta trasera cuando tiro la basura. Una vez, empezó a hacer apretar el gatillo. Pude ver que tenía una pistola en la mano mientras disparaba en seco... Estoy dispuesto a arriesgar mi vida para que este [club] siga funcionando». Stryker respondió a la afirmación de Kulak y fue citado diciendo: «¡Ese tipo es un tipo muy peculiar!».

## Espectáculos teatrales
Stryker apareció en A Sophisticated Evening with Jeff Stryker en Los Ángeles, en el verano de 2006 y en Provincetown, Massachusetts, en el verano de 2007. El espectáculo fue producido por el escritor de comedia Bruce Vilanch. En él, Stryker realizó un monólogo cómico sobre su vida y aventuras en películas para adultos, dirigió una comedia de demostración de actuación pornográfica con un miembro de la audiencia y bailó desnudo en un final donde saludó a la audiencia. Entre 1999 y 2001, Stryker actuó en un espectáculo teatral llamado Hard Time, una parodia cómica de las películas pornográficas gay realizadas en prisiones. Al finalizar, Stryker bailó desnudo. Después de la obra, Stryker se reunió con el público en la puerta. El espectáculo realizó una gira por varias ciudades, entre ellas Nueva York, San Francisco, Chicago, San Diego y Houston.

## Filmografía seleccionada

### Películas gay y solitario
- Jeff Stryker Does Hard Time (2001)
- Stryker (2000)
- Jeff Stryker’s Underground (1997)
- Santa’s Cummin’! (1996)
- J.S. Big Time (1995)
- The Tease (1994)
- How to Enlarge Your Penis (1993)
- 10 Plus (1992)
- 10 Plus Volume 2 (1992)
- Busted (1991)
- In Hot Pursuit (1991)
- Powertool 2: Breaking Out
- Just You & Me (1990)
- On the Rocks (1990)
- Stryker’s Best: Powerful Sex (1989)
- The Look (1987)
- Stryker Force (1987)
- In Hot Pursuit (1987)
- Powerfull 2 (1987)
- Powertool (1986)
- Bigger Than Life (1986

### Papel heterosexual
- Stryker/Ryker in "RAW"
- Jamie Loves Jeff
- Cummin' Together
- Dreaming of You
- Heiress
- Jamie Loves Jeff 2
- Cyberstud"
- Jeff Stryker's Favorite Sexual Positions (1992)
- Milk and Honey
- Take Me
- The Rebel
- The Giant
- In Your Wildest Dreams

### Bisexual
- The Switch Is On (1987)
- Every Which Way (1990)

### Otro/no pornográfico
- Can I Be Your Bratwurst, Please? Cortometraje de comedia de 1999 de Rosa von Praunheim
- After Death (1989)
- Dirty Love (1988)
- Circus of Books, un documental de 2019 de Rachel Mason, presenta una entrevista con Stryker. La película se centra en las librerías y tiendas de pornografía de Los Ángeles Circus of Books, operadas por Karen Mason y Barry Mason. Stryker trabajó con los masones y realizó firmas de libros y vídeos en la tienda.